# Municipio 3 Upper
El municipio 3, Upper (en inglés, Township 3, Upper) es una subdivisión territorial del condado de Chowan, Carolina del Norte, Estados Unidos. Según el censo de 2020, tiene una población de 1306 habitantes.
Es una subdivisión exclusivamente territorial. Actualmente el municipio está inactivo.

## Geografía
Está ubicado en las coordenadas 36°16′48″N 76°38′25″O / 36.28000, -76.64028 (36.279948, -76.640223).